# Down to Earth (компьютерная игра)
Down to Earth — лабиринтная компьютерная игра, разработанная британской компанией Probe Software для компьютеров ZX Spectrum и изданная в 1987 году компанией Firebird Software в Великобритании.
В Down to Earth игрок управляет копающим бульдозером, которому нужно для прохождения каждого из уровней за ограниченное время уничтожить всех врагов посредством бросаемых бомб или с помощью находящихся в лабиринте камней. Прохождение уровней ограничено как временем, так и запасом топлива бульдозера. Игра рассматривается как одна из игр семейства Boulder Dash.
Down to Earth получил в основном негативные оценки критиков, которые жаловались на отсутствие глубины игрового процесса, простую графику, низкое качество анимации и недостаточное звуковое сопровождение.

## Игровой процесс

Игровой процесс Down to Earth: начало первого уровня; управляемый игроком бульдозер готовится к тому, чтобы сбросить камень на движущегося в замкнутом пространстве врага.

В Down to Earth игрок управляет бульдозером, которому нужно в подземном лабиринте уничтожить всех врагов. Игра предлагает 30 уровней, каждый из которых имеет размер в 24×24 клетки. Одновременно игрок видит только часть уровня (не более 12×12, см. илл.), а другие области лабиринта становятся видимыми после перемещения бульдозера и прокрутки экрана. Уровни проходить нужно последовательно, и для этого требуется на каждом из уничтожать всех врагов.
Элементами лабиринта выступают пустые области (свободные для передвижения и падения), земля (непроницаема для врагов и предметов, но чистится бульдозером), камни (падают вниз при образовании пустоты, а также соскальзывают с других камней), непроходимые стены двух типов (разрушаемые взрывом бомбы или нет). В лабиринте встречается два типа врагов: перемещающиеся по прямоугольной траектории — прямо до возникновения препятствия и далее поворот; и движущиеся по периметру свободной области). Если бульдозер оказывается в одной и той же клетке с врагом, то он погибает и игрок теряет жизнь. Потеря жизни может произойти при падении камня на бульдозер или в результате близкого взрыва бомбы. Время прохождения уровня ограничено, и если оно заканчивается, то игрок теряет жизнь. В начале уровня у бульдозера ограничен запас топлива, который тратится по мере его движения. Полный расход топлива или ситуация, когда движение бульдозера заблокировано (из-за завала камнями например) приводит к тому, что игрок не может пройти уровень и он вынужден либо самоуничтожиться, либо дождаться окончания запаса времени.
Бульдозер может толкать камни, тем самым изменяется лабиринт и появляется возможность уничтожения врагов. В лабиринте могут находиться бомбы, которые в результате падения взрываются. У бульдозера в начале уровня имеется некоторый запас бомб, и их он может использовать выбрасыванием в смежную клетку по направлению движения. На уровне можно пополнить запасы бомб и топлива, а также найти дополнительную жизнь. Помимо врагов, подлежащих уничтожению, лабиринт могут населять существа, которые размножаются и заполняют рядом с ними находящиеся области, и из-за них со временем некоторые области лабиринта могут стать недоступными.

## Разработка и выпуск
Down to Earth разработана в течение четырёх месяцев сотрудниками Probe Software Дарреном Байфордом (англ. Darren Byford), Мартином Поинтером (англ. Martin Pointer) и Тони Лиллом (англ. Tony Lill). Игра создавалась только для платформы ZX Spectrum, и её издателем выступила компания Firebird Software. Down to Earth вышла в июле 1987 года в Великобритании.

## Оценки и мнения
| Иноязычные издания | Иноязычные издания |
| Издание            | Оценка             |
| ------------------ | ------------------ |
| Crash              | 47 %               |
| MicroHobby         | 43/60              |
| Sinclair User      | 6/10               |
| Your Sinclair      | 8/10               |

В Crash рецензирование проводилось тремя журналистами. Первый из них посчитал, что графика игры примитивна, а персонажи скучны. Кроме этого он отметил, что игра имеет много общего с Boulder Dash, и при этом не привносит существенно чего-то нового. Отдельно сообщил, что Down to Earth могла бы выглядеть намного лучше, если бы разработчики уделили больше времени звуку и графике. Второй критик отметил, что игра во многом совпадает с Boulder Dash и Dig Dug, но при этом в ней плохо реализована прокрутка экрана, и игровой процесс слишком вязкий. Третий из обозревателей сообщил, что графически цвета хорошо используются, но не хватает качественной анимации и реализма. Звуковое сопровождение посчитал ужасным, так как в Down to Earth задействовано всего три звуковых эффекта, а в общем, игра для критика быстро стала скучной.
Редакция Your Sinclair отметила, что зачастую бюджетные игры хорошо сделаны, но при этом скучны и являются клонами других известных игр. Down to Earth в данном контексте выступила как характерный пример игр данного типа. Критики издания пожаловались на реализацию прокрутки, которая включалась в случае, если бульдозер близко приближался к видимой части экрана. Такое исполнение, по их мнению, снижало играбельность. Журналисты заметили недостаток звукового сопровождения, но в то же время отметили, что в начале игроку приходится разобраться в игре и выработать те или иные стратегии для прохождения.
По сообщению критика Sinclair User, игра сначала интересна, но после того, как на бульдозер падает в пятнадцатый раз камень, Down to Earth становится скучной. Дополнительно было сообщено, что игра может быть интересна в случае, если игроку больше не во что сыграть.
В третьем номере журнала «ZX-Ревю» за март 1991 года Down to Earth была помещена на 8-е место в рейтинге лучших игр 1990 года по выбору читателей.